# Anthocharis cethura
Anthocharis cethura är en fjärilsart som beskrevs av Felder 1865. Anthocharis cethura ingår i släktet Anthocharis och familjen vitfjärilar. Inga underarter finns listade i Catalogue of Life.

## Bildgalleri

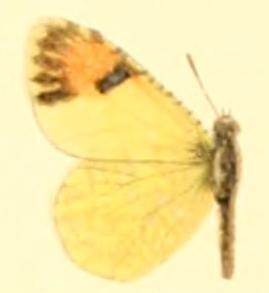
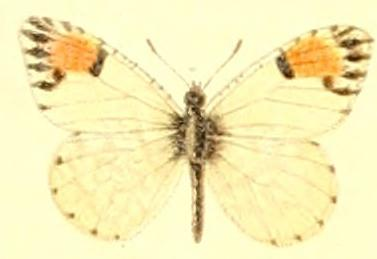